# Hoe Kyai Blorong de hebzuchtige Sarijan strafte

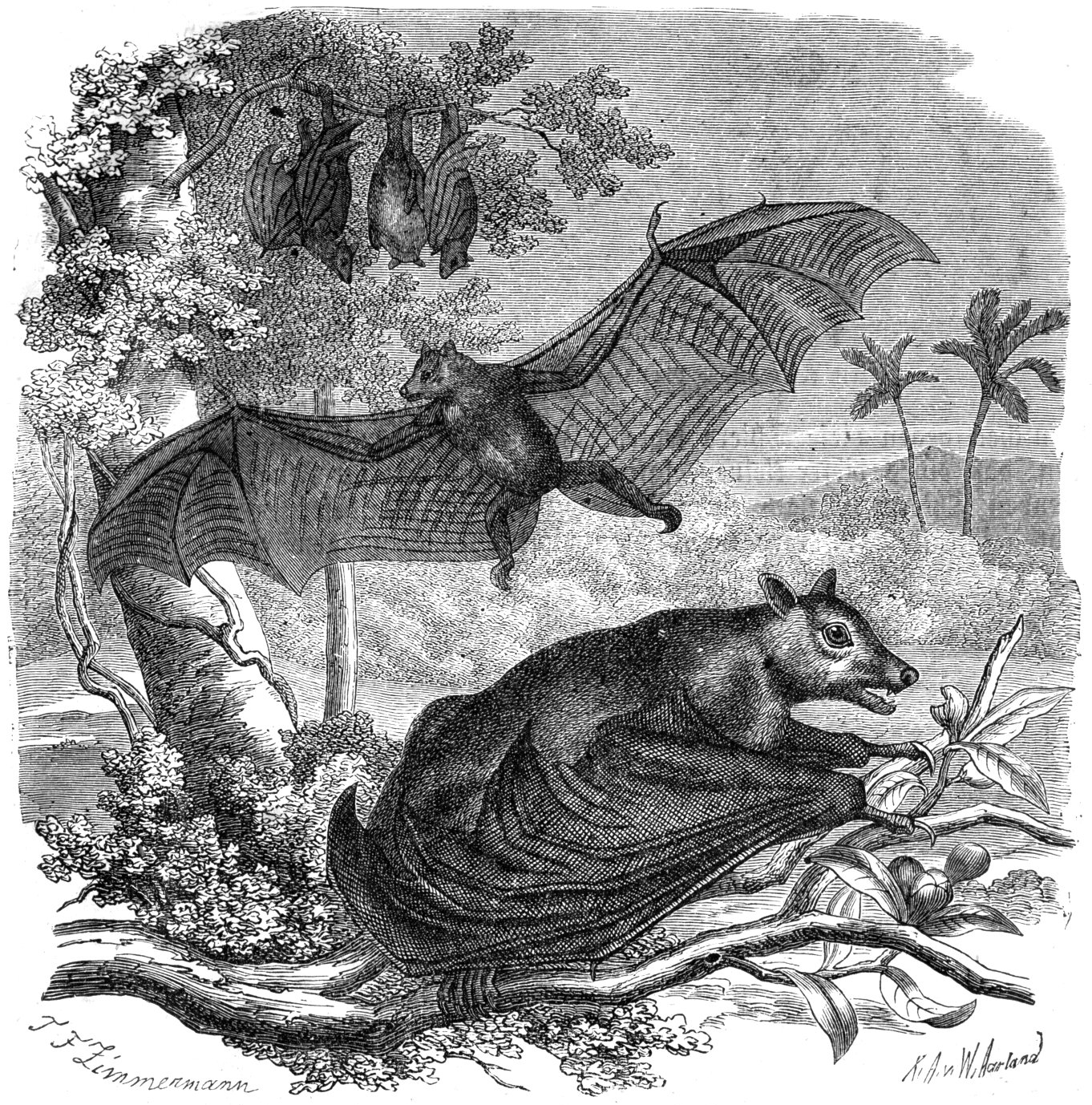
Tekening van kalongs

Hoe Kyai Blorong de hebzuchtige Sarijan strafte is een volksverhaal uit Indonesië.

## Samenvatting
Een luie en hebzuchtige man sluit een verbond met de zeegeest Kyai Blorong. Zeven jaren lang zal hij in rijkdom kunnen leven: hij hoeft alleen maar witte kiezelstenen in het eeuwig brandende vuur te werpen en ze veranderen vanzelf in edelstenen. Wanneer de zeven jaren om zijn, moet hij echter een hoge prijs betalen.

## Het verhaal
Een machtig vorst woonde in Bagelen en geen bedelaar verliet hongerig zijn paleis. Als huizen van onderdanen bij een aardbeving of overstroming verwoest werden, of er mislukte een oogst door een insectenplaag, dan vergoedde hij een groot deel van de schade. Op een dag komt Pak Suruh, een landbouwer, zich beklagen over een bende veedieven. Twee sterke buffels zijn geroofd en hij heeft niks meer. De vorst beloofd de volgende dag een paar buffels te zenden en Pak Suruh gaat naar huis. Hij ziet Pak Sarijan, zijn buurman is lui en hebzuchtig. Pak Suruh zegt dat hij dankzij de vorst de volgende dag toch kan ploegen en Pak Sarijan vertelt dat hij te moe is om op de sawah te werken. Hij heeft nooit buffels gehad, maar besluit toch aan de vorst te vertellen dat veedieven zijn vee gestolen hebben.
De volgende dag staat hij huilend voor het paleis, maar in plaats van de vorst ziet hij een oud vrouwtje dat gehurkt voor het paleis zit. Ze vraagt waarom hij zo bedroefd is en hij vertelt over zijn grote buffels. De vorst verlaat het paleis en ziet de huilende man. Hij wenkt hem dichterbij en vraagt wat er aan de hand is. Na het verhaal aangehoord te hebben, vertelt de vorst dat er de vorige nacht twee buffels in zijn stal zijn gelopen. De koning geeft zijn slaven bevel de twee grootste buffels te halen en vraagt of het de buffels van Pak Sarijan zijn.
Pak Sarijan vertelt dat hij zijn buffels herkent aan de kop en de horens en loopt op hen af. De buffels stoten met hun horens en lopen naar de oude vrouw. De vorst vertelt dat het gek is dat de dieren hun meester niet herkennen en Pak Sarijan vertelt dan dat de zoon van Pak Astra ze leidt. De vorst kijkt donker en vraagt de wijze Mbok Truna van wie de buffels zijn. Ze zegt dat het haar buffels zijn en dat Pak Sarijan nog nooit een buffel heeft bezeten, hij is veel te lui om te werken en verlangt alleen naar rijkdom.
De vorst zegt dan dat Pak Sarijan rijk zal worden en zij moet vertellen hoe het zal lukken, zonder iets te doen. Ze vertelt dat hij naar het Zuiderstrand moet lopen en op de plek waar een der rotsen tot in de zee loopt, Kyai Blorong moet aanroepen. Pak Sarijan gaat naar zijn dorp, verkoopt zijn hut en zijn rustbank en vertelt niemand dat hij naar het Zuiderstrand gaat. Hij roept met luide stem Kyai Bloring aan en smeekt hem rijk te maken. De stem antwoordt dat hij zeven jaren in rijkdom kan leven en Pak Sarijan wil alle bevelen opvolgen.
De zeegeest vertelt dat hij alles zal krijgen wat hij wil en Pak Sarijan moet naar de Praga lopen en witte kiezelstenen in een rijstpan doen. Hij moet naar een bamboehuis lopen en de rijstpan legen boven het vuur. Opnieuw moet de rijstpan gevuld worden en het eeuwig brandende vuur zal de kiezelstenen in diamanten veranderd hebben. De tweede voorraad zal veranderen in goud, de derde in parels en de vierde in robijnen. Pak Sarijan vraagt of hij zoveel kiezelstenen mag gebruiken als hij wil en de geest antwoordt nooit meer dan één pan naar binnen te brengen. Pak Sarijan koopt de grootste pan die hij kan vinden en zoekt kiezelstenen bij de rivier.
De hut ligt ver in het woud, het is enkele dagen lopen, en Pak Sarijan schrikt van het enorme vuur. Hij durft het niet te naderen en gaat voor de hut zitten. Een kalong vliegt langs. Een stem vraagt Pak Sarijan waarom hij de stenen niet op een grote hoop legt en daarna in het vuur gooit. Pak Sarijan verzamelt veel kiezelstenen en kookt niet. Hij eet alleen kruiden en vruchten en denkt alleen aan het verzamelen van kiezelstenen. Hij vergeet alle tijd en de zeven jaren zijn snel voorbij. De kalong vertelt dat Kyai Blorong op Pak Sarijan wacht, maar Pak Sarijan antwoordt dat hij de zeegeest zal bedanken als hij als rijk man naar zijn dorp teruggaat.
De kalong antwoordt dat de zeven jaren voorbij zijn en dat Pak Sarijan zijn dorp nooit weer zal zien. Niemand heeft hem gezegd een berg kiezelstenen te verzamelen, het was zijn eigen hebzucht. De kalong waarschuwt nog dat Kyai Blorong Pak Sarijan zal komen halen, als hij niet zelf naar de zee gaat. De helderwitte kiezelstenen liggen voor de hut en Pak Sarijan wordt door doodsangst gegrepen. Hij sluit zijn ogen en als hij ze opent, staat hij weer op het Zuiderstrand. Kyai Blorong zit op een golf en strekt zijn armen naar hem uit. Pak Sarijan dient als paal voor het verblijf van de zeegeest.

## Achtergronden
- De vorstin van alle demonen woont in de duistere wateren onder de golven van de oceaan ten zuiden van Java. Ze wordt Ratu Kidul of Nyai Lara Kidul genoemd. Ook Kyai Blorong woont hier. De geesten kunnen je rijk maken, maar als je ze ongunstig stemt zal onheil je treffen. De zee ten zuiden van Java sleurt al diegenen die de koningin durven te tarten, bijvoorbeeld door groene of blauwe kleding te dragen, naar de diepte. Ze worden steunbalken of pilaren in het onderzeese verblijf. Ook worden ze dienaressen van de vorstin.
- Het verhaal is in dichtvorm (pantun) overgeleverd.
- Bepaalde plaatsen en rituelen in het zuiden van Java zijn opgedragen aan Nyai Lara Kidul, bijvoorbeeld Labuhan.
- In het zuiden van Java zijn veel verhalen over verdrinking en ongelukken die het werk zijn van Nyai Lara Kidul. De stroming in de Zuidzee is verraderlijk.
- Nyai Lara Kidul kan negatief en positief optreden, ze heeft twee kanten net als andere chtonische wezens. Ze heerst over geesten en demonen, maar kan mensen rijkdom en geluk schenken. Ze wordt in verband gebracht met de slang, tevens een brenger van rijkdom en symbool voor het leven.
- Nyai Lara Kidul brengt regen en noodweer.
- Als de volle maan aan de hemel staat, is Nyai Lara Kidul een beeldschone jonge vrouw. Bij nieuwe maan is ze een oude vrouw.
- Nyai Lara Kidul treedt op als de mystieke vrouw van vorsten van Java, die hieraan hun aardse macht ontlenen.
- Kyai Blorong is in enkele verhalen een vrouw en wordt Nyai Blorong genoemd. Ze wordt afgebeeld met het onderlichaam van een slang (vergelijk met een zeemeermin). Ze woont ook in de Zuidzee.
- Rijkdom ontvangen door het verkopen van de ziel komt in veel sprookjes voor, zoals Faust (legende). Soms kunnen mensen onder het contract uitkomen door een list, zoals in Het boertje van Wakelslag en de duivel.
- Er zijn veel verhalen over list en bedrog, domheid en slimheid, zoals Het boerke, De goede ruil en De ring van de koningsdochter.
- De kris wordt ook aangesproken met kyai (ki wat grootvader betekent).